# Dußlingen
Dußlingen là một đô thị trong huyện Tübingen trong bang Baden-Württemberg thuộc nước Đức. Làng này đã được đặt tên lần đầu và được ghi tên là 'villa Tuzzilinga' vào năm 888. Năm 1135, tên gọi là Tuzzelingen, còn năm 1216 tên gọi là Tusselingen. Diện tích đô thị này 13,06 km2.